# 1995 AA1
1995 AA1 är en asteroid i huvudbältet som upptäcktes den 6 januari 1995 av den japanska astronomen Takao Kobayashi vid Ōizumi-observatoriet.
Asteroiden har en diameter på ungefär 3 kilometer.